# 善福寺 (大阪市)
善福寺（ぜんぷくじ）は、大阪市天王寺区にある高野山真言宗の寺院。山号は如意山。本尊は弘法大師。「どんどろ大師」の名で知られる。宗教法人としての登録名は「どんどろ大師善福寺」。山号については「三松山」とする資料もあるが誤りである。

## 歴史
現在、善福寺のある場所には鏡如庵大師堂（鏡如寺・通称：どんどろ大師）という寺があったが、明治時代に廃仏毀釈で廃寺になった。その後、1909年（明治42年）1月9日に大阪府豊能郡東能勢村（現・豊能町）の如意山甘露院善福寺が鏡如庵大師堂のあった場所（現在地）へ移転する。当寺は鏡如庵大師堂の時代から大阪の弘法大師信仰の巡礼「大師巡り」「浪華大師巡り」の巡礼地として多くの参拝者で賑わい、大阪の弘法大師信仰の拠点寺院のひとつであった。
1945年（昭和20年）6月1日の第2回大阪大空襲により、本堂、諸堂や本尊の薬師如来像が焼失する。戦後になり本尊を弘法大師像（真如様御影、彩色木像）に改めて復興した。脇侍の愛染明王像と不動明王像、脇仏の如意輪観世音菩薩像、薬師如来像も戦後になって新たに造立されたものである。
2007年（平成19年）、境内にある勝軍地蔵尊の建立百年と、2009年（平成21年）、どんどろ大師善福寺中興當地開創百年を迎えることから、この2つの百年を記念して、2009年（平成21年）に山門前に歌舞伎「傾城阿波の鳴門 どんどろ大師門前の場」に登場する「お弓 おつる」母子像の銅像が建立された。

## 境内
- 本堂 - 1983年（昭和58年）11月3日落慶。寺務所と同じ建物内にある。2階が本堂で1階が寺務所となっている。
- 寺務所
- 大師堂 - 善福寺の旧山門を移転改築した建物に修行大師像（青銅製）が安置されている。修行大師に笠が無いのは太平洋戦争中の金属供出で出されたためである。
- 勝軍地蔵堂 - 1907年（明治40年）5月21日に日露戦病死者記念仏として開眼された勝軍地蔵尊（青銅製）が祀られている。金属供出の際にはあまりにも巨大過ぎて運び出すことができず、供出されずに済んでいる。
- 山門
- お弓 おつるの像

## 鏡如庵大師堂（どんどろ大師）

### 大坂冬・夏の陣の戦跡
鏡如庵大師堂（きょうにょあんだいしどう）は、宝暦2年（1752年）3月に高野山岩本院 法資法道が慶長20年（1615年）の大坂夏の陣の戦死者の霊を弔うために創建されたという。鏡如庵とも称する。鏡如庵大師堂のあった付近は、慶長19年（1614年）の大坂冬の陣で真田幸村が真田丸を築いた場所である。大坂冬・夏の陣ともに激戦地であった。本尊は如意輪観世音菩薩、脇士は左側に薬師佛、右側に地蔵尊が祀られていた。
堂内には、「大坂夏の陣の戦死者」を供養するために、「大坂夏の陣の戦死者」を悼む文章と和歌が記された額が掲げられていた。その額文は「摂津名所図会大成」巻3に拠れば、「當庵の地にハ（は）　いにしへ　元和の仲夏　兵革闘諍の地たりしも　今は佛乘の場となり　菩提結緣の雨に潤ふ事　いと有難くぞ　おもふ　曇りなき法の鏡にかけ見へて　こゝろの塵をはらすゝしさ　玉造住　和氣隅 謹詠」
弘法大師巡礼の道筋にあたり、毎月21日の弘法大師の縁日には多くの参拝・巡礼者があったという。かつては、境内には藤吉稲荷の祠があり、「子授けの利益」でよく知られ、「饅頭喰い人形」が授与されていたというが、今はその祠もなく、廃れてしまった。
1873年（明治6年）に住職の義等が帰農して鏡如庵大師堂は廃庵となる。1879年（明治12年）鏡如寺（きょうにょじ）と寺号を改めて再興するが、まもなく廃寺となった。

### 「どんどろ大師」のいわれ
「どんどろ大師」の語源については、土井利位（生没年：1789年 - 1848年・下総国古河藩主）が大坂城代に在任中の期間（1834年 - 1837年）の屋敷が鏡如庵大師堂の近くにあり、土井利位が鏡如庵大師堂に祀られている弘法大師に深く帰依し、参拝していたために「土井殿の大師」（どいどののだいし）の名が起こり、遂に、どんどろ大師に転訛したというが、正確な語源は分っていない。境内に、土井氏と彫られた五輪塔が今も残る。

### 歌舞伎の舞台
また、鏡如庵大師堂は、歌舞伎「傾城阿波鳴門」、歌舞伎「国訛嫩笈摺（くになまりふたばのおいずる）」の「どんどろ大師 門前の場」の舞台として設定されている。巡礼姿の娘おつると母おゆみの愁嘆を描いた場面が有名である。

## 善福寺

### 開創・江戸
大阪府豊能郡豊能町（摂津国能勢郡木代村（きしろむら）にあった高野山真言宗（高野山・発光院の末寺）の寺院。伝承によれば推古天皇の勅願で聖徳太子が開創し、中興は宝亀9年（778年）開成皇子によるというが詳細は不明である。
広大な境内を有し、伽藍が整い、多くの僧坊があったという。本尊は薬師如来、脇士は日光菩薩・月光菩薩 、十二神将、厨子には降雨に霊験があるとされる聖徳太子像を奉祀していたが、創建以来度重なる火災に遭い、多くの堂宇を失った。
木代村から宮中へ献上される「御玄猪餅」（おげんちょもち）（別名・「亥の子餅」）を作る時に使用する井戸や調理道具などを善福寺の院主が浄（きよめ）の御加持（おかじ）を行ったという。文禄2年（1593年）には、朝廷より「御玄猪餅」の御加持役のため、田地約2反を下賜されて寺運は興隆した。

### 明治・大阪市へ移転
しかし、明治時代になり宮中への「御玄猪餅」の献上は1870年（明治3年）に停止。それに伴い、御加持役を廃された。また、田地などの返納を命じられて経済基盤の多くを失い、寺運は急速に傾いていった。
1909年（明治42年）に大阪市天王寺区空堀町へ移転する。

## 年中行事
- 1月21日 午後2時 - 大般若転読法会（だいはんにゃてんどくほうえ）
- 3月22日 午後2時 - 施餓鬼法会（せがきほうえ）
- 8月2日 午前10時 - 施餓鬼法会（せがきほうえ）
- 8月15日 午後3時 - 午後8時 お盆 精霊流し

- （毎月1日） 午前7時 - 勝軍地蔵尊護摩供（しょうぐんじぞうそんごまく）
- （毎月21日）午前10時 - 勝軍地蔵尊護摩供（しょうぐんじぞうそんごまく）
- （毎月21日）勝軍地蔵尊護摩供終了後、本堂にて観音経読誦

## 前後の札所
摂津国八十八箇所
10 宝珠院　-　11 善福寺　-　12 興徳寺

## 交通
- JR大阪環状線玉造駅下車
- 長堀鶴見緑地線玉造駅下車